# Рока ди Боте
Ро̀ка ди Бо̀те (на италиански: Rocca di Botte) е село и община в Южна Италия, провинция Акуила, регион Абруцо. Разположено е на 750 m надморска височина. Населението на общината е 870 души (към 2014 г.).